# Líquid extracel·lular

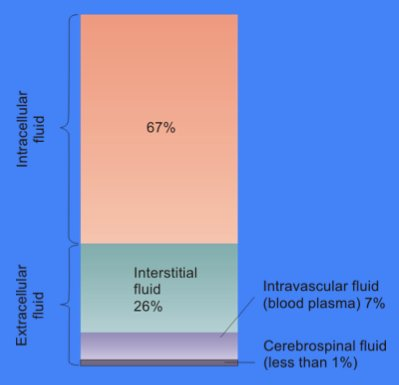
Contingut del líquid extracel·lular en els humans

El líquid extracel·lular (LEC, en anglès ECF, extracellular fluid) fa referència al líquid corporal fora de les cèl·lules. La resta s'anomena líquid intracel·lular.
En alguns animals, inclosos els mamífers, el líquid extracel·lular pot dividir-se en dos subcompartiments importants, líquid intersticial i plasma sanguini. El LEC també inclou al líquid transcel·lular; essent només prop del 2,5 % del LEC.
En els humans, la concentració de glucosa normal del líquid extracel·lular que és regulat per homeòstasi, és aproximadament de 5 mM.
El pH del líquid extracel·lular està ben regulat per buffer del voltant de 7,4.
El volum del líquid extracel·lular és típicament 15L (dels quals 12L corresponen al líquid intersticial i 3L són plasma).

## Continguts del LEC
- Cations principals:
  - Sodi (140 mM)
  - Potassi (4 mM)
  - Calci (2 mM)

- Anions principals:
  - Clor (110 mM)
  - Carbonat de hidrogen (26 mM)

És més pobre en proteïnes comparat amb el líquid intracel·lular.